# Скворцов, Анатолий Гаврилович
Анатолий Гаврилович Скворцов — советский хозяйственный и политический деятель.

## Биография
Родился в 1926 году в деревне Удино. Член КПСС.
С 1945 года — слесарь завода «Сельмаш» в Алтайском крае.
В 1947—1963 гг. — мастер, начальник цеха, главный инженер завода «Бежецксельмаш», директор Бежецкого завода автогражданского оборудования.
В 1963—1967 гг. — первый секретарь Бежецкого горкома КПСС.
В 1967—1973 гг. — советский и партийный работник в городе Калинине.
В 1973—1983 гг. — председатель Калининского горисполкома.
В 1983—1990 гг. — председатель Калининского областного комитета народного контроля.
Делегат XXIII съезда КПСС.
Почётный гражданин Твери (2005).
Умер в 2008 году в Твери.

## Награды
- Орден Трудового Красного Знамени (дважды)
- Орден Дружбы народов